# Герб комуни Карлстад
Герб комуни Карлстад (швед. Karlstads kommunvapen) — символ шведської адміністративно-територіальної одиниці місцевого самоврядування комуни Карлстад. 

## Історія

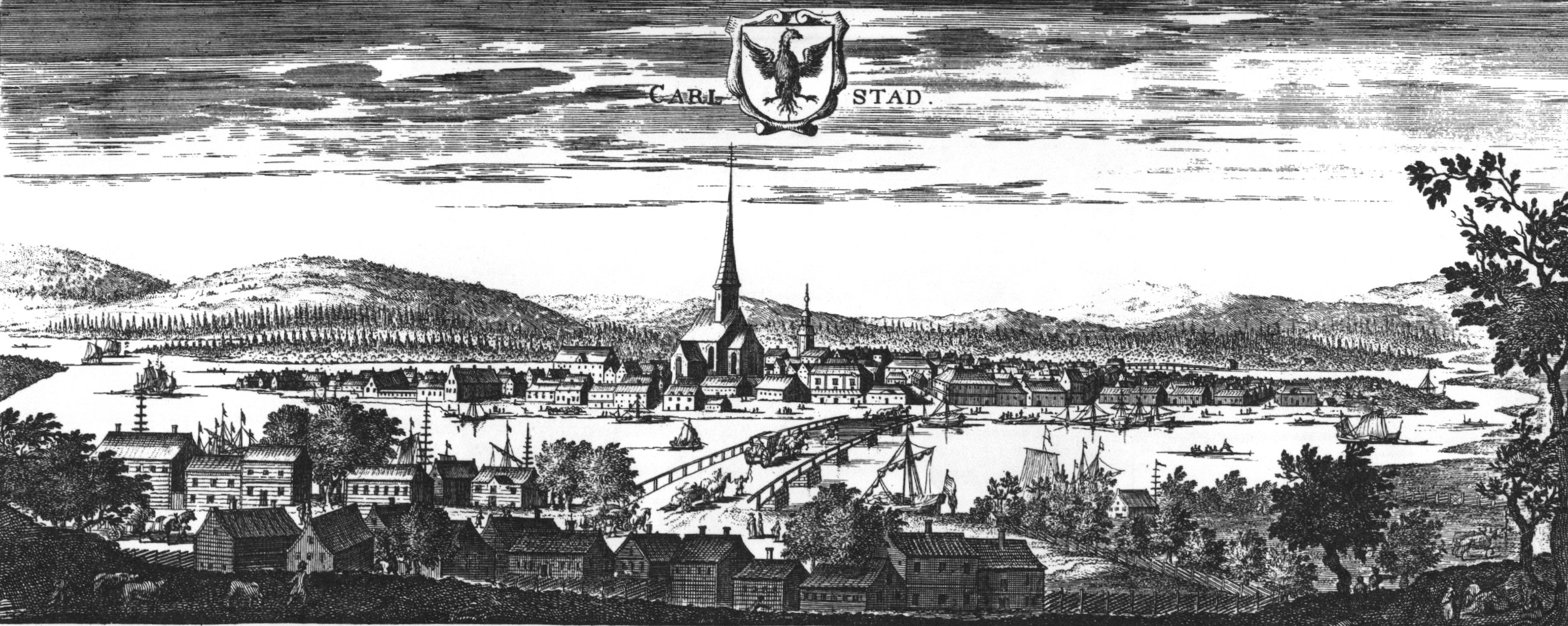
Герб на гравюрі з панорамою міста Карлстад (біля 1700 р.)

Цей герб від XVІ століття використовувався містом Карлстад. Отримав королівське затвердження 1949 року. 
Після адміністративно-територіальної реформи, проведеної в Швеції на початку 1970-х років, муніципальні герби стали використовуватися лишень комунами. Цей герб був 1971 року перебраний для нової комуни Карлстад.
Герб комуни офіційно зареєстровано 1974 року.

## Опис (блазон)
У срібному полі між двох червоних веж з гострими дашками синій піворел з розгорнутим крилом і червоним дзьобом, язиком і пазурами.  

## Зміст
Сюжет герба взято з печатки міста, наданої королівським привілеєм 1584 року. У наданні вермланського герцога Карла Філіпа, а потім і його батька короля Карла ІХ, вказувалося, що орел має бути синім. Вежі символізують міські укріплення.